# Axel Munthe
Axel Martin Fredrik Munthe (ur. 31 października 1857 w Oskarshamn, zm. 11 lutego 1949 w Sztokholmie) – szwedzki lekarz i psychiatra, pisarz.

## Życiorys
Był nadwornym lekarzem szwedzkiej rodziny królewskiej. Wycofał się z życia dworskiego i osiadł w zakupionej przez siebie willi San Michele na Capri. Pod koniec życia powrócił do Szwecji, gdzie powstało dzieło jego życia Księga z San Michele (wyd. ang. 1929, wyd. szwedz. 1930, wyd. pol. 1933).